# Joke Roelevink
Johanna (Joke) Roelevink (Rotterdam, 14 maart 1953 - Zoetermeer, 7 september 2018) was een Nederlands historicus.

## Biografie
Roelevink studeerde geschiedenis aan de Vrije Universiteit Amsterdam en trad daarna in 1978 in dienst van een rechtsvoorganger van het Huygens Instituut voor Nederlandse Geschiedenis. Daar hield zij zich bezig met de uitgave van bronnenpublicaties, te beginnen met de Resolutiën der Staten-Generaal. 
In 1986 promoveerde zij cum laude aan haar alma mater bij prof. dr. Arie van Deursen (1931-2011) en ze werkte in 1996 mee aan Mensen van de nieuwe tijd. Een liber amicorum voor A.Th. van Deursen en van wie zij na zijn overlijden in 2012 onder andere zijn bibliografie samenstelde die verscheen in de door haarzelf en Fred van Lieburg geredigeerde herdenkingsbundel Een gereformeerde jongen. Arie Theodorus van Deursen (1931-2011). Een bundel opstellen met een biografie en volledige bibliografie, die ook drie artikelen van haar hand bevat. Voor haar proefschrift kreeg zij in 1988 een studieprijs van de Stichting Praemium Erasmianum. Naderhand publiceerde zij 17e-eeuwse classicale acta. In 1993 werkte zij mee aan de Leidraad voor het indiceren van een bronnenuitgave. In 1998 werkte zij mee aan Dicht bij de eenheid. Handreiking voor een geestelijk gesprek over Samen op Weg in de plaatselijke gemeente. In 2006-2007 was zij projectleider van het project dat leidde tot de publicatie van Verenigingen voor armenzorg en armoedepreventie in de negentiende eeuw van haar instituut. In 2014 voerde zij mede de redactie van de herdenkingsbundel Belijdend onderweg. Confessionele Vereniging 1864-2014.
Daarnaast publiceerde ze tientallen artikelen over met name de Bataafs-Franse tijd, onderwijsgeschiedenis en vroeg-17e-eeuwse kerkgeschiedenis.

### Eigen werk
- Resolutiën der Staten-Generaal: Nieuwe reeks, 1610-1670. 5e deel. 's-Gravenhage, 1983.
- Gedicteerd verleden. Het onderwijs in de algemene geschiedenis aan de Universiteit te Utrecht, 1735-1839. Amsterdam [etc.], 1986 (proefschrift).
- Resolutiën der Staten-Generaal: Nieuwe reeks, 1610-1670. 6e deel. 's-Gravenhage, 1989.
- Classicale acta, 1573-1620. II: Classis Dordrecht, 1601-1620. Classis Breda, 1616-1620.'s-Gravenhage, 1991.
- Resolutiën der Staten-Generaal: Nieuwe reeks, 1610-1670. 7e deel. 's-Gravenhage, 1994.
- Classicale acta, 1573-1620. V: Provinciale synode Zuid-Holland, Classis Leiden 1585-1620, Classis Woerden 1617-1620. 's-Gravenhage, 1996.
- Bestuur en administratie van de Bataafs Franse tijd, 1795-1813. Den Haag, 2012.

### Medewerking
- Resolutiën der Staten-Generaal: Nieuwe reeks, 1610-1670. 4e deel. 's-Gravenhage, 1981.
- Livre des actes des églises wallonnes aux Pays-Bas, 1601-1697. Den haag, 2005.

### Vertaling
- Wees uw eigen gids in de Kathedraal van Canterbury. Canterbury, [z.d.].

## Over Roelevink
- Fred van Lieburg: 'Levensbericht Johanna (Joke) Roelevink'. In: Jaarboek van de Maatschappij der Nederlandse Letterkunde te Leiden, 2019-2020, p. 140-150.